# Cratere Rufillia
Rufillia è un cratere sulla superficie di Vesta.